# Janusz Kica
Janusz Kica (1957. Wrocław, Poljska), kazališni redatelj.
Studij teatrologije završio je na Jagiellonskom sveučilištu u Krakovu 1981. godine. Te godine državni prevrat generala Jaruzelskog zatječe ga u SR Njemačkoj, gdje i ostaje. U Kölnu upisuje studij teatrologije i povijesti umjetnosti. U Njemačkoj u početku radi kao redateljski i scenografski asistent u raznim kazalištima, a od 1986. do 1989. bio je stalni asistent režije, a poslije i kućni redatelj, u Wuppertaler Bühnen, kazalištu koje je proslavila Pina Bausch.
U tom kazalištu, jedna od njegovih prvih samostalnih predstava bila je scenska postava Knjige o džungli, a 1990. dobio je poziv postaviti Knjigu o džungli na pozornicu u Zagrebačkom kazalištu mladih. Predstava je postigla veliki uspjeh, a još i danas vrijedi za jednu od najboljih predstava u povijesti tog kazališta te predstavlja početak Kicine kazališne suradnje s hrvatskim glumištem. Suradnja sa ZKM-om će ostati njegova najuspješnija suradnja s nekim hrvatskim kazalištem postavivši redom uspješne predstave kao što su: Tri mušketira (Aleksandre Dumas), San ljetne noći (William Shakespeare), Skakavci (Biljana Srbljanović), Krijesnice (Tena Štivičić), Moj sin samo malo sporije hoda (Ivor Martinić), Europa (Tena Štivičić, Steve Waters, Lutz Hübner i Malgorzata Sikorska)... 
U ostalim kazalištima ističu se njegove predstave Na Tri kralja (GK Komedija), Trilogija o ljetovanju (Carlo Goldoni) i Bjesovi (Fjodor Mihajlovič Dostojevski/Albert Camus) (HNK Zagreb), Orfej silazi (Tennessee Williams) (GDK Gavella), Raspra (Pierre Carlet de Marivaux) (HNK Ivana pl. Zajca)... Čak su tri njegove predstave dobile glavnu nagradu u kategoriji najbolje predstave u cjelini na Nagradama hrvatskog glumišta. Riječ je o Tri mušketira (ZKM, 1995.), Amfitrion (Dubrovačke ljetne igre, 2003.) i Noć Iguane (Splitsko ljeto, 2005.)
Režirao je i u brojnim njemačkim kazalištima kao što su Staatstheater Karlsruhe, Stadttheater Bremerhaven, Stadttheater Koblenz, Staatstheater Mainz a također i u Austriji. Na Salzburger Festspiele surađivao je s Peterom Steinom i Andrzejom Wajdom. Često režira i u Sloveniji gdje je i dobio neke od najznačajnijih kazališnih nagrada. 

## Vanjske poveznice
- Biografija Janusza Kice na stranicama HNK Ivana pl. Zajca  Arhivirana inačica izvorne stranice od 22. travnja 2012. (Wayback Machine)